# Palazzo di Giustizia (Salerno)
Il palazzo di Giustizia (detto anche palazzo del Tribunale) di Salerno, si trova sul centrale corso Garibaldi quasi di fronte al palazzo Santoro.

## Vicende storiche
Il palazzo del Tribunale fu edificato tra il 1931 e il 1939, tra i due corsi di Salerno (corso Garibaldi e corso Vittorio Emanuele) su progetto dell'Ach.Ing.Guido Quercia dirigente dell'ufficio del genio civile di Salerno in variante del progetto iniziale redatto dall'Arch. Camillo Guerra.
La costruzione del palazzo di Giustizia fu fatta sull'area in cui si teneva un grande palazzo in baracche (dove, durante la prima guerra mondiale, erano stati concentrati prigionieri austriaci). L'edificio risente, nella propria architettura in stile fascista, di quella “romanità” e della conseguente ideologia imperiale che prevedeva scenografie esterne ed interne di grande impatto visivo, molto presenti anche negli austeri arredi dell'epoca.
Il salone maggiore, detto "salone dei Marmi", ha ospitato alcune mostre.
Il palazzo del tribunale subì notevoli danni durante lo sbarco alleato del settembre 1943. Inoltre va ricordato che il Ministero di Grazia e Giustizia e della Suprema Corte di Cassazione furono trasferiti da Brindisi al Palazzo di Giustizia salernitano nel 1944. Nel dopoguerra, davanti alla facciata principale del tribunale vi fu collocata la statua di Giovanni Amendola, scolpita e fusa in bronzo da Gaetano Chiaromonte nel 1949.
I suoi uffici sono stati trasferiti  nei nuovi locali della Cittadella giudiziaria di Salerno nell'autunno 2018 con completamento complessivo nel 2019.

## Dislocazione uffici
- Corso G. Garibaldi, 182[4]
- Cittadella Giudiziaria, Via Dalmazia[4]